# My Dinner with Andre
Pour plus de détails, voir Fiche technique et Distribution.
My Dinner with Andre est un film américain réalisé par Louis Malle, sorti en 1981.

## Synopsis
Wally, un dramaturge new-yorkais sans succès, accepte à contre-cœur de dîner dans un restaurant chic avec Andre, une vieille connaissance également dramaturge. Andre lui raconte alors les différentes expériences mystiques qu'il a connues ces dernières années en Pologne, en Écosse et au Tibet dans des communautés hippies. Peu à peu, le monologue devient une véritable conversation entre les deux auteurs, qui échangent leur point de vue sur la mort, l'amour, la place et le rôle du théâtre et le sens de la vie dans nos sociétés occidentales.

## Distribution
- Wallace Shawn : Wally Shawn
- Andre Gregory : Andre Gregory
- Jean Lenauer : le serveur
- Roy Butler : le barman

## Autour du film
Le film est considéré comme « le podcast originel » : « Avec son approche minimaliste et ses dialogues improvisés, le film de Louis Malle a suscité un réel engouement critique lors de sa sortie, et fut de nombreuses fois parodié ou salué dans les œuvres des générations suivantes des cinéastes. Qualifié par le New York Times de "podcast originel" (une discussion introspective de deux heures menée entre deux personnes autour d'une table...), le film a également bénéficié d'un retour en grâce inattendu en 2020. »